# 매기 로즈웰

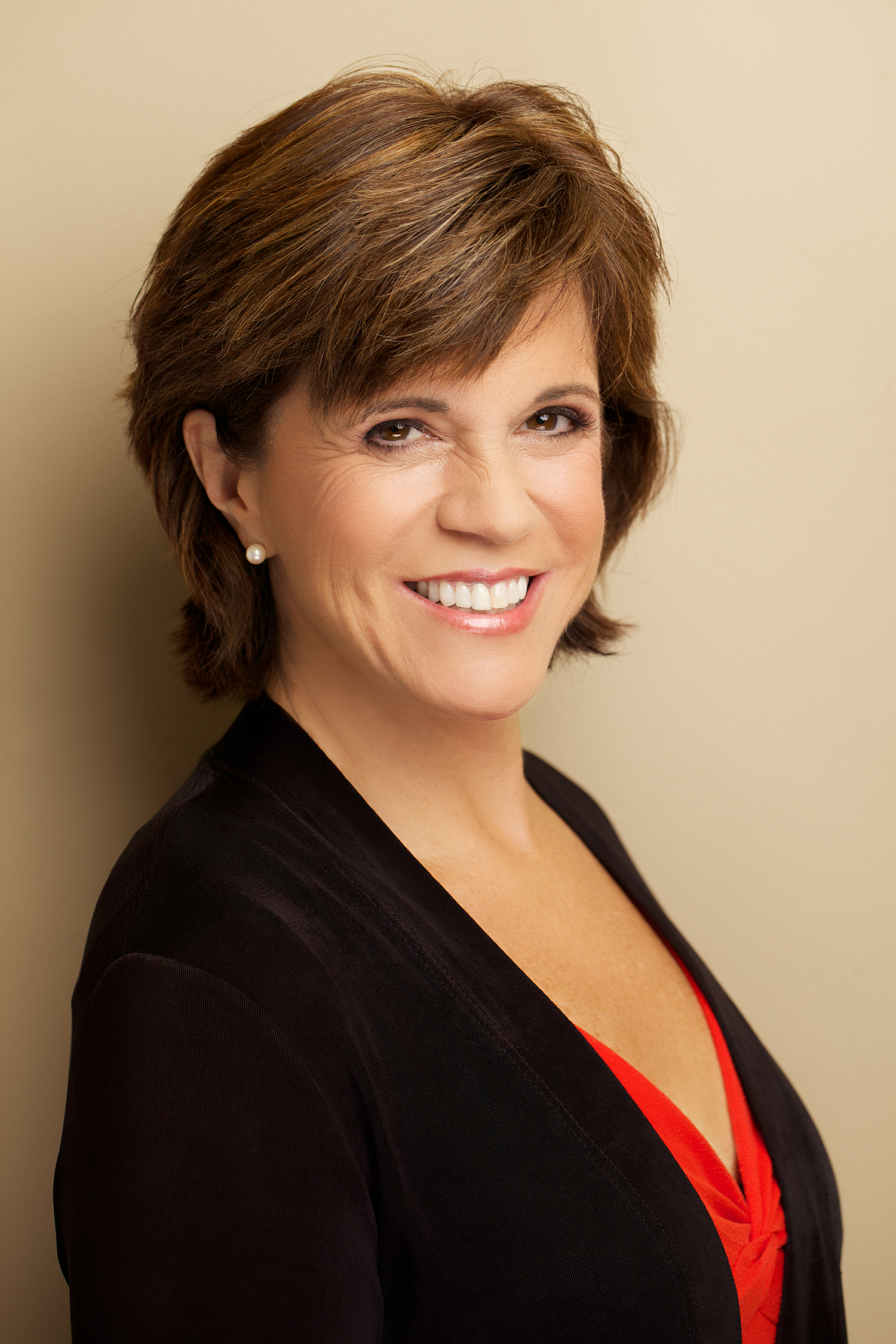

매기 로즈웰(Maggie Roswell, 1952년 11월 14일 ~ )는 미국의 배우, 성우, 텔레비전 배우이다.
로스앤젤레스에서 태어났다.

## 방송
- 심슨네 가족들 27
- 심슨네 가족들 26
- 심슨네 가족들 25
- 심슨네 가족들 24
- 심슨네 가족들 23

## 영화
- 심슨 가족, 더 무비 (2007년) - 헬렌 러브조이 목소리 역
- 실버 시티 (2004년)
- 악당과 악동들 (1991년)
- 심슨 가족 (1989년)
- 핑크빛 연인 (1986년)
- 로스트 인 아메리카 (1985년)
- 퀴즈 대소동 (1980년)